# هوليوودلاند (فلم)
هوليوودلاند (بالإنجليزية: Hollywoodland) فيلم غموض أمريكي صدر عام 2006، من إخراج آلن كولتر وتأليف بول بيرنبام. تتركز أحداث الفيلم عن الظروف المحيطة بوفاة الممثل جورج ريفز نجم المسلسل التلفزيوني مغامرات سوبرمان في الخمسينات. بن أفليك يجسد شخصية جورج ريفز و أدريان برودي يلعب دور المحقق لويس سيمو الذي يحقق مع توني مانيكس (دايان لاين) التي كانت على علاقة رومانسية طويلة مع ريفز، والتي كانت سابقا زوجة لإيدي مانيكس (بوب هوسكينز).

## روابط خارجية
- مقالات تستعمل روابط فنية بلا صلة مع ويكي بيانات